# Crematogaster torosa
Crematogaster torosa är en myrart som beskrevs av Mayr 1870. Crematogaster torosa ingår i släktet Crematogaster och familjen myror.

## Underarter
Arten delas in i följande underarter:
- C. t. chodati
- C. t. goeldii
- C. t. stigmatica
- C. t. torosa

## Bildgalleri

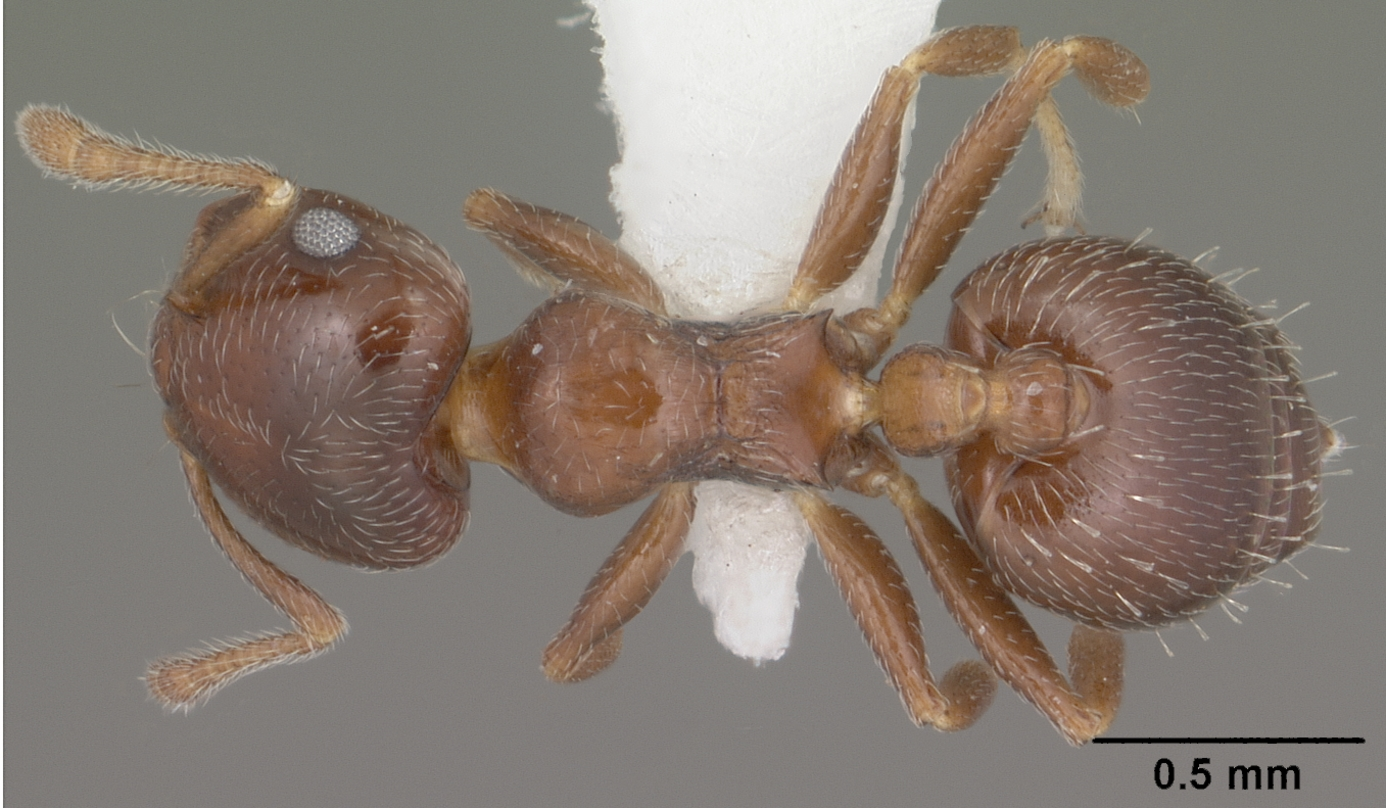
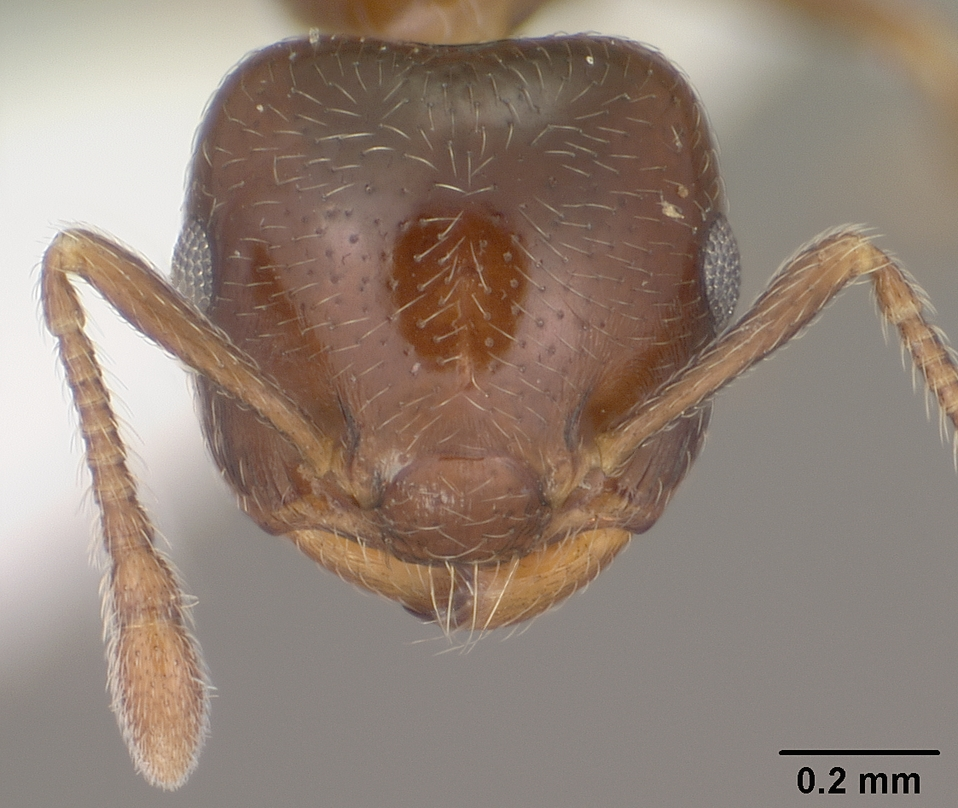
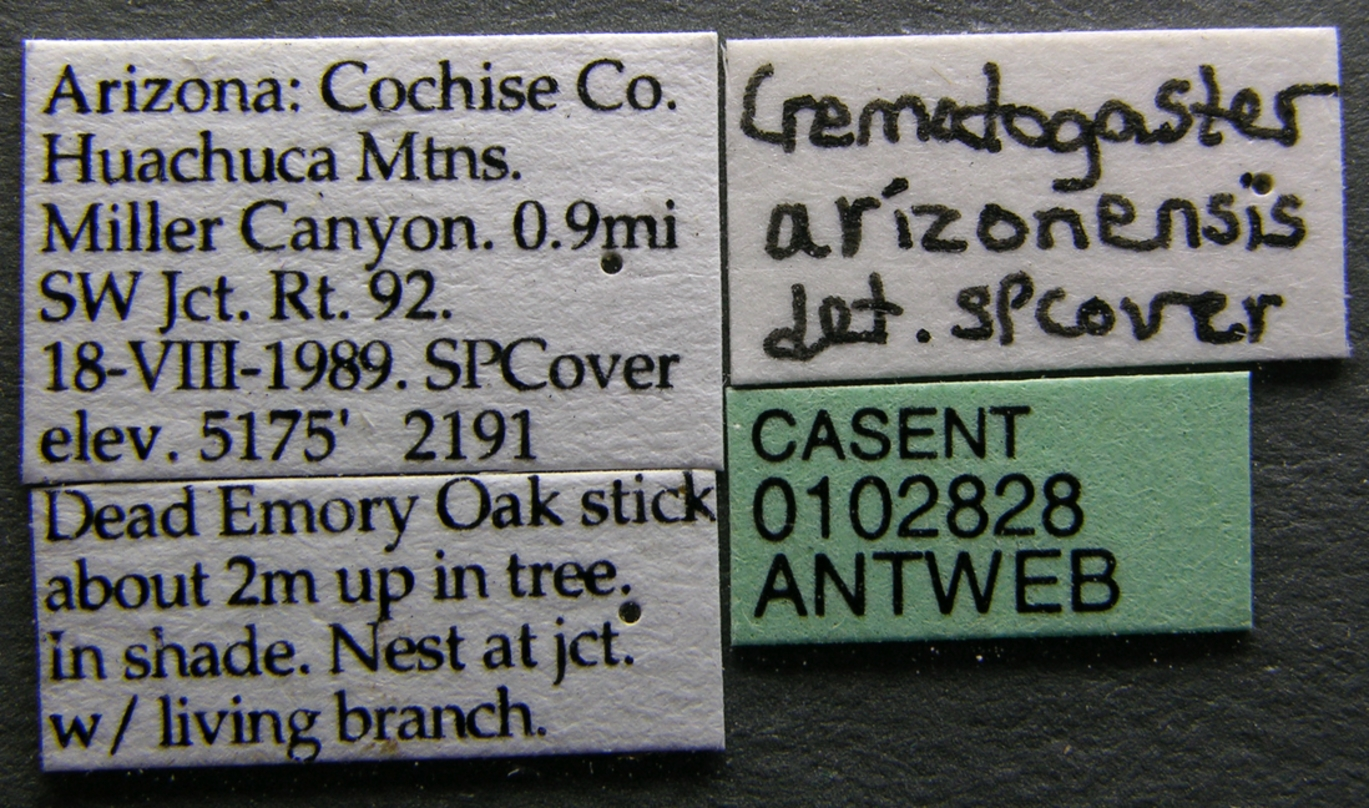
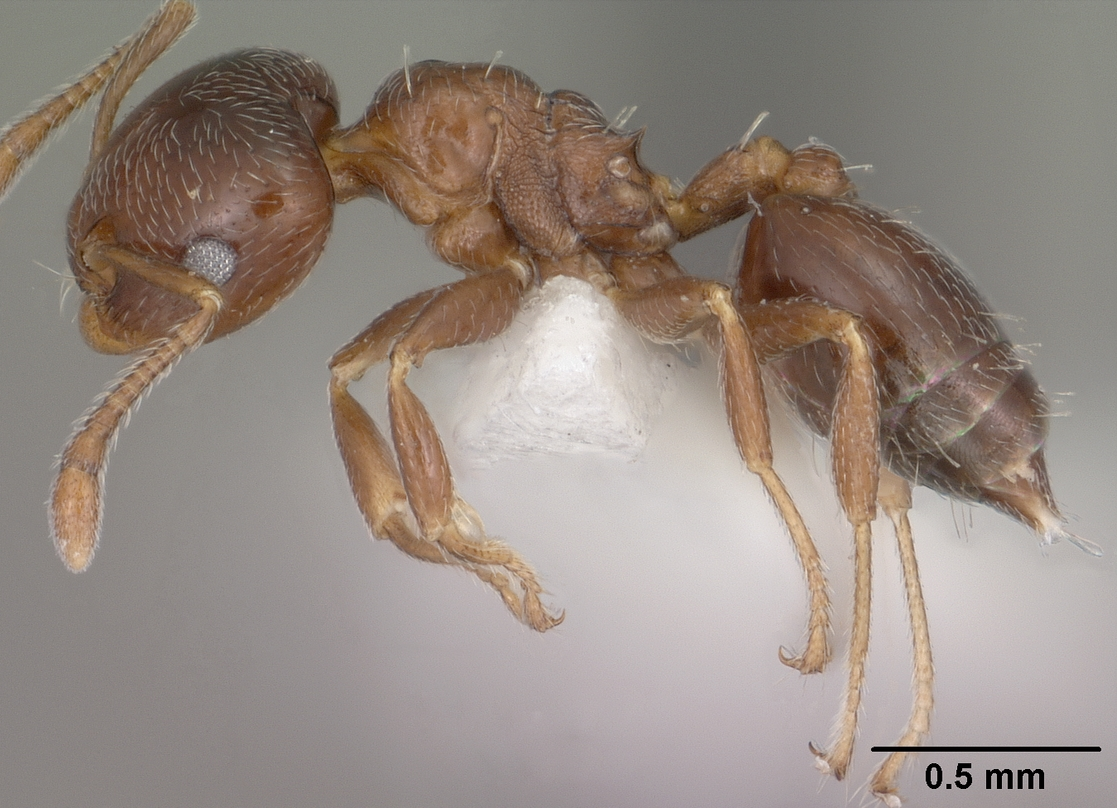